# 火炭母草
火炭母（學名：Persicaria chinense L.），別稱火炭梅、火炭藤、火炭星、火炭蓼、火炭只藥、旱辣蓼、橘麥草、五毒草、 賊骨草、野辣子草、野辣蓼、蕎花連、蕎殼蓮、蕎麥當歸、野蕎、天蕎麥、山蕎蓮、金蕎麥、金不換、暈藥、小暈藥、大紅袍、紅花蓼、紅山七、紅骨清飯藤、黃澤蘭、黃鱔藤、白飯草、白飯藤、蝴蝶藤、灰炭藤、雞屎蔓、信飯藤、冷飯藤、清飯藤、秤飯藤、烏飯藤、烏飯菜、烏灰子、飯藤、斑鳩飯、鳩飯草、枯錐飯、米點紅、土川七 、川七、雞骨七、溜子七、蕎子七、九斤錘、九牛造、水黃連、水拖沙、沙壩子、酸廣台、酸桶筍、酸筒桿、碎骨丹、接骨草、接骨丹、接骨筍、老蛇筋、老鼠蔗、拔毒散、赤地利、貫頭尖、莫杷及震天雷等，為蓼科春蓼属植物。

## 分佈
本種現分佈於中國大陆、台灣、南韓、日本、泰國、緬甸、印尼、馬來西亞、菲律賓、印度、斯里蘭卡、尼泊爾及不丹等國家和地区。中國大陆境內分佈於廣西、海南、廣東、香港、福建、浙江、江蘇、安徽、湖南、湖北、江西、貴州、陝西、四川、雲南、甘肅、西藏等省區，野外喜生於水源充足的山谷、溪谷、林邊、路旁濕潤土壤或丘陵地帶向陽草坡，亦有人工栽培。

## 形態特徵
火炭母是一種多年生草本或亞灌木植物，直立或半攀緣狀，長約1米。莖圓柱形，多分枝，呈蜿蜒狀，嫩時紫紅色，無毛或略披疏毛，無刺，表面平滑，具縱棱，高約70－100厘米。

### 葉
葉為卵形或長圓狀卵形，單葉互生，先端短尖或漸尖，基部楔形、截形或近心形，向下延伸至葉柄，薄紙質，表面綠色，常帶紫藍色或暗紅色的人字形或倒V形淺斑，背面淺綠色，兩面無毛或背面沿主脈披疏短毛，全緣或有時邊緣具細圓齒，長約4－10厘米，寬約2－6厘米。葉柄基部兩側具草質耳狀片，早落，長約1－2厘米。托葉鞘筒狀，頂端斜截形，鞘膜質，無毛，易破裂，長約1－2.5厘米。

### 花
花為頭序花序，頂生或腋生，數枚再排列組成圓錐狀或傘房狀花序；花序軸及分枝密披腺毛；花細小，狀如飯粒；苞片卵形，膜質，無毛；花被白色、紫色或淡紅色，5深裂，裂片卵形，在花果期時稍增大成肉質；雄蕊8枚；子房上位；花柱3枚，上部分離。

### 果
果為瘦果，幼時三角形，成熟時卵形，包裹在宿存的花被之內，表面幼時白色，成熟時黑褐色，具光澤，具3棱，長約2－3毫米。

## 用途
本種為紅邊黃小灰蝶及藍金花蟲的食源植物；嫩莖葉及熟果可供食用，生食味酸帶甜，可供郊遊人士作救急植物；外用可作消毒劑。

### 醫藥用途
本種以全草入藥，中藥名為火炭母，始載於《圖經本草》，味辛、苦，性涼，有毒，归经：足厥阴肝经及手太阴肺经。藥材主產於廣西、廣東、福建等地，中醫歸類為清熱藥，具清熱利濕、涼血解毒、活血舒筋、平肝明目等功效，主治痢疾、黃疸、泄瀉、癰腫濕瘡、虛弱頭昏、風熱咽疼、婦女白帶 、小兒夏季熱、驚搐、跌打損傷等，現代藥理研究表明火炭母具降壓、抗菌、抗乙形肝炎病毒、抑制中樞等作用。於春秋兩季採收，清除雜質洗淨後曬乾或鮮用。

## 外部連結
- （简体中文）. 中國自然標本館 物種相冊.   [March 31, 2012].[]
- . 台灣植物資訊整合查詢系統，數位標本.   [March 31, 2012]. （原始内容存档于2016-03-05）.
- 火炭母 Huo Tan Mu （页面存档备份，存于） 中藥標本數據庫 (香港浸會大學中醫藥學院) （繁體中文）（英文）